# Clapmatch Point
Der Clapmatch Point ist eine Landspitze aus zerfurchtem Lavagestein am südwestlichen Ende von Candlemas Island im Archipel der Südlichen Sandwichinseln. Sie markiert die östliche Begrenzung der südlichen Einfahrt zum Nelson Channel.
Die Benennung nahm das UK Antarctic Place-Names Committee im Jahr 1971 vor. Clapmatch ist die unter englischsprachigen Robbenjägern gebräuchliche Bezeichnung für weibliche Pelzrobben, die auch auf dieser Landspitze siedeln.